# El paciente inglés
El paciente inglés (en inglés: The English Patient) es una película británica de 1996 dirigida por Anthony Minghella, basada en la novela homónima de Michael Ondaatje, y ambientada durante el periodo de entreguerras. Fue protagonizada por Ralph Fiennes y Kristin Scott Thomas junto a Juliette Binoche, Willem Dafoe y Colin Firth en papeles secundarios. Se filmó en Túnez e Italia.
El protagonista epónimo, un hombre quemado hasta quedar irreconocible que habla con acento inglés, recuerda su historia en una serie de flashbacks, revelando al público su verdadera identidad y la historia de amor en la que estuvo involucrado antes de la guerra. La película termina con una declaración definitiva en pantalla de que se trata de un relato altamente ficticio de László Almásy (fallecido en 1951) y otros personajes y acontecimientos históricos. 
El paciente inglés recibió elogios generalizados de la crítica y surgió como un gran éxito comercial en taquilla, fue la película más premiada en la gala de los Premios Óscar de ese año, con un total de 9 estatuillas de 12 candidaturas, incluyendo Mejor Película, Mejor Director y Mejor Actriz de Reparto, entre otros. Recibió seis premios BAFTA y dos Premio Globo de Oro a la Mejor Película de Drama y 3 Critics' Choice Movie Awards. El British Film Institute clasificó a The English Patient como la 55ª mejor película británica del siglo XX .  El American Film Institute la clasificó como la 56ª historia de amor más grande de todos los tiempos. 

## Sinopsis

### Argumento
La historia está ambientada a la vez en dos cronotopos distintos; en la Toscana durante la Segunda Guerra Mundial y en el Egipto de entreguerras. Cuenta la historia de un hombre que ha sufrido graves quemaduras y al que se conoce únicamente como «el paciente inglés», que está siendo atendido por Hana (Juliette Binoche), una enfermera franco-canadiense en un monasterio italiano abandonado. El paciente es reacio a revelar información personal y solo a través de una serie de flashbacks se puede acceder a su pasado. Poco a poco se revela que él es en realidad un cartógrafo húngaro, el conde László Almásy (Ralph Fiennes), que estaba realizando un mapa del desierto del Sáhara y cuyo romance con una mujer casada, Katharine Clifton (Kristin Scott Thomas), en última instancia lo llevó a su situación actual. A medida que el paciente recuerda más, David Caravaggio (Willem Dafoe), un ex-operativo del servicio de inteligencia canadiense y formado como ladrón, llega al monasterio. Caravaggio perdió sus pulgares mientras era interrogado por un oficial del ejército nazi y poco a poco se desvela que se trataba de las acciones del paciente las que habían acarreado su tortura. Además de la historia del paciente, la película dedica tiempo a Hana y a su romance con Kip (Naveen Andrews), un zapador indio de origen sij en el ejército británico. Debido a los diversos acontecimientos de su pasado, en los que murieron en un corto periodo de tiempo su novio y una amiga, Hana cree que cualquiera que se acerca a ella es probable que muera, y la posición de Kip como desactivador de bombas, hace que su romance esté lleno de tensión.
En la primera fase, ambientada en la década de 1930, el conde húngaro de la baja nobleza Laszlo de Almásy es colíder de una expedición arqueológica y topográfica de la Real Sociedad de Geografía en Egipto y Libia. Él y su compañero inglés Madox son académicos de corazón y deben desarrollar sus labores en medio de las turbulencias políticas europeas. En el inicio de la película, el matrimonio de los Clifton, Geoffrey (Colin Firth) y Katherine, se une a la expedición proporcionando un generoso aporte económico y animando bastante el espíritu del grupo. Aunque al principio se muestra escéptico de que su presencia en el campamento vaya a serle de ayuda, el conde se queda prendado de la hermosa y refinada Katherine. Como Geoffrey está a menudo lejos del grupo en otros asuntos, surge una aventura entre ambos. Los últimos meses antes del comienzo de la guerra traerán un gran logro arqueológico: el descubrimiento hecho por el conde de la "Cueva de los Nadadores", una antigua cueva subsahariana decorada con "figuras de natación", pinturas rupestres que datan de tiempos prehistóricos. En esta parte de la película, el romance entre Katherine y el conde se desarrolla en toda su plenitud, pero luego se desvanece aparentemente. Katherine se siente culpable por su infidelidad, mientras que el conde muestra una racha de celos junto con un desequilibrio que luego le persigue.
El otoño de 1939 y la llegada de la guerra llevan toda excavación en la cueva a su fin, y obligan a Madox y al conde a tomar caminos separados. Mientras tanto, Geoffrey Clifton ha descubierto la aventura de su esposa, y busca una venganza repentina y dramática: un accidente con su avión, con Katherine a bordo, en el campamento del conde en el desierto. El accidente mata a Geoffrey en el acto, hiere gravemente a Katherine, y a pesar de que intenta acabar con la vida del conde, no lo logra. Almásy se las arregla para llevar a Katherine al refugio de la Cueva de los Nadadores. Debido a que esta no puede andar, la deja con comida, agua, una linterna y una hoguera, y luego comienza su abrasador viaje de tres días a pie a la ciudad más cercana en busca de ayuda. La ciudad está en manos del ejército británico y el conde, aturdido y deshidratado, con su nombre no inglés, no es capaz de explicar de forma coherente a los funcionarios el accidente de avión y la difícil situación de Katherine. En su lugar, pierde los estribos durante el interrogatorio, por lo que lo meten en la cárcel militar pensando que puede ser un enemigo del Eje. Lo envían encadenado a un tren hacia el norte de Bengasi, se escapa, se encuentra con las líneas alemanas de África Korps y rápidamente negocia intercambiar sus mapas del desierto con los alemanes por gasolina para la avioneta de Madox, un De Havilland Tiger Moth que había dejado cerca del lugar de su expedición arqueológica. En el momento en que regresa a la cueva, Katherine está muerta, algo que deja terriblemente hundido al conde. Se las arregla para colocar el cuerpo de Katherine en el avión y despega. Sin embargo, confundiendo el Tiger Moth con un avión de reconocimiento de la RAF, un batería alemán antiaéreo dispara y derriba en el desierto el avión que Almásy pilota. Este, aunque horriblemente quemado, aún vive, y es rescatado por miembros de la tribu beduina, que lo rescatan y lo comienzan a tratar con hierbas y ungüentos.  
La segunda fase de la película se traslada a Italia y se desarrolla durante los últimos meses de la guerra. El conde ya es un paciente inválido, y totalmente dependiente en ese momento de la morfina y el cuidado de su enfermera franco-canadiense Hana, que se había separado de su unidad médica y establecida en un monasterio italiano para poder cuidarlo en mejores condiciones. Ese lugar se convierte en el punto focal de los hilos argumentales, a los que se unen algunos nuevos y algunos sin terminar de la fase del norte de África, con temática en torno al amor, el azar y el telón de fondo de la guerra. Hana ha visto a dos de sus seres queridos morir en la campaña de Italia y se pregunta si su relación con un teniente británico-indio romperá su ciclo de amor y de dolor o si simplemente continuará. Un visitante de la villa, llamado Caravaggio está buscando al conde desfigurado que él cree que juega un papel en su maltrecha época en Egipto y Libia. Pero Caravaggio, sin darse cuenta, tropieza con los restos del triángulo amoroso conde-Katherine-Geoffrey, entre 1940-42. Ha perdido los dos pulgares en un interrogatorio horrible a manos de los nazis y desde entonces ha perseguido y matado a los que él considera responsables de su destino. Él cree que el conde era parte de una red de espionaje e intriga en el desierto y sabe que negoció mapas con los alemanes y por ello busca venganza. Caravaggio se enfrenta al conde con la noticia del suicidio de Mádox, amigo de Almásy, y postula que el conde mató a los Cliftons. Solo un completo relato en la villa sobre el accidente de los Cliftons y el trato del conde de los mapas con los alemanes para recuperar a Katherine lleva a Caravaggio a la comprensión y el perdón.
Hana también encuentra reconciliación al final de la película. Su lugarteniente sobrevive a un encuentro con la muerte en el último día de la guerra al desactivar una bomba y la esperanza en el amor resurge. Kip se tendrá que marchar para continuar su trabajo, pero se despide de Hana quedando entre ambos la esperanza de un reencuentro futuro. Justo después, el conde pide una sobredosis de morfina a su enfermera, para que lo libere del terrible sufrimiento que le provocan tanto las heridas físicas como las psicológicas y Hana, conmovida, lo eutanasia.
Una de las escenas más memorables sitúa a Hana iluminando mediante una antorcha unos frescos de una capilla. Este ciclo de frescos, Leyenda de la cruz, se encuentran en la capilla Bacci de la Basílica de San Francisco, en Arezzo, Toscana, Italia, y fueron pintados por Piero della Francesca. Esta escena es comparable a otra que también aparece recogida en la película: el momento en el que el László ilumina con una linterna las pinturas rupestres que descubre en la Cueva de los Nadadores.

### Valoración histórica
La película se sitúa a medio camino entre la realidad y la ficción y es que toma de referencia la biografía de la figura histórica del húngaro László Almásy para desarrollar su interesante trama. A pesar de ello, la desfigura hasta convertirla en un personaje propio del director y del escritor en cuya novela se basa este largometraje. 
László Almásy nació durante el verano de 1895 en Hungría, en el seno de una familia adinerada. Hay debates acerca de su título de conde, pues se sabe que no lo heredó, sino que lo recibió ya entrado en años, pero hay quien dice que dicho título nunca tuvo validez real. Fue piloto, empresario, geógrafo, cazador, cartógrafo y explorador. Al recorrer el norte del continente africano en varias ocasiones, se enamoró de este. Fue en una de sus expediciones cuando escuchó de la leyenda del Oasis de Zerzura. Almásy se encapricharía de este misterioso asentamiento que nunca había sido localizado por nadie y emprendió una expedición con varios hombres para lograr encontrarlo. Solo sabían que estaba situado entre Egipto y Libia. Gracias a las expediciones aéreas que llevaba a cabo con su avión y sus habilidades innatas de piloto, pudo encontrar el Wadi Sora, donde se encontraba la famosa Cueva de los Nadadores; hallazgo que demostró que hace miles de años África no era un continente tan seco como lo es hoy en día, sino que había lugares donde nadar. 
Tras el comienzo de la Segunda Guerra Mundial, la expedición tuvo que quedar en pausa. El conde, por su origen húngaro y por sus vastos conocimientos de pilotaje, se unió al Afrika Korps, un cuerpo militar mediante el que infiltró a grupos de espías alemanes en el territorio africano para ayudar a Mussolini en su dominio del Norte de África. Cuando acabó la guerra, Almásy sería juzgado por ser considerado criminal de guerra, pero tuvieron que soltarlo al no tener suficientes pruebas. Murió en Austria por disentería amebiana en 1956, tras haber contraído la enfermedad en su búsqueda por África del ejército enterrado de Cambises II. 
Le película, por tanto, cuenta la biografía del piloto húngaro a medias tintas. No colaboró con los alemanes por necesidad para salvar a Katherine, sino por propio convencimiento. No tuvo una relación extramatrimonial con la señora Clifton, pues este es un apellido inventado y, aún más importante,  era homosexual confeso. Y, sobre todo, nunca tuvo un final como paciente inglés, cubierto de quemaduras, sino que falleció en Austria de una enfermedad contraída en África durante una de sus muchas expediciones. 
Lo que la película sí refleja de manera apegada a los hechos es la labor de la enfermería bélica. Manifestada en Hana principalmente, se muestran los recursos de los que disponían en aquella época, la cantidad ingente de heridos de guerra y la mentalidad del momento con respecto a sus cuidados. Se popularizó una corriente que defendía que el pasar tiempo con el paciente lo ayudaba a mejorar su estado. Además, también se muestra la introducción de la mujer como un soldado más del batallón, en su puesto de enfermera. Hana encarna el verdadero papel de la enfermera durante la guerra.

## Reparto
- Ralph Fiennes como László Almásy
- Juliette Binoche como Hana
- Willem Dafoe como David Caravaggio
- Kristin Scott Thomas como Katharine Clifton
- Naveen Andrews como Kip
- Colin Firth como Geoffrey Clifton
- Julian Wadham como Peter Madox
- Jürgen Prochnow como Mayor Müller
- Kevin Whately como Hardy
- Clive Merrison como Fenelon-Barnes
- Nino Castelnuovo como D'Agostino
- Hichem Rostom como Fouad
- Peter Rühring como Bermann
- Geordie Johnson como Oliver
- Torri Higginson como Mary
- Liisa Repo-Martell como Jan
- Raymond Coulthard como Rupert Douglas
- Philip Whitchurch como Cabo Dade
- Lee Ross como Spalding

## Producción
Saul Zaentz estaba interesado en trabajar con Anthony Minghella después de ver la película del director Truly, Madly, Deeply (1990); Minghella llamó la atención del productor sobre este proyecto. Michael Ondaatje, el autor canadiense nacido en Sri Lanka de la novela, trabajó en estrecha colaboración con los realizadores.  Según Minghella, durante el desarrollo del proyecto con 20th Century Fox, el "estudio quería la póliza de seguro de los actores llamados más grandes".  Zaentz recordó: "Te miraban y decían: '¿Podríamos elegir a Demi Moore para el papel'?".  Después de meses de disputas con Fox, el estudio se retiró sólo tres semanas antes de que comenzara la producción y Harvey Weinstein entró y adquirió los derechos mundiales de Miramax Films por 27,5 millones de dólares.   Después de que Miramax se involucrara, la preferencia del director por Scott Thomas en el papel de Katharine fue honrada.  Para ayudar a realizar la película, el elenco y el equipo acordaron aplazar los salarios por un total de 10 millones de dólares y Zaentz cubrió el resto de los costos de producción. Incluyendo los costos diferidos, Variety informó que los costos de producción ascendieron a 43 millones de dólares. Los aplazamientos debían pagarse después de que la película alcanzara el equilibrio, sin embargo, aunque los actores recibieron un pago aplazado de 5 millones de dólares, más de tres años después del estreno, otros todavía estaban esperando sus salarios aplazados, sujeto a una auditoría de las cifras.  Zaentz demandó a Miramax en 2006 reclamando 20 millones de dólares, pero el caso aún no se había resuelto cuando Zaentz murió en 2014.  
La película se rodó en locaciones de Túnez  e Italia.  
The Conversations: Walter Murch and the Art of Editing Film  de Michael Ondaatje se basa en las conversaciones entre el autor y el editor de cine. Murch, con una carrera que ya incluía obras tan complejas como la trilogía El Padrino, The Conversation y Apocalypse Now , temía la tarea de editar la película con múltiples flashbacks y marcos temporales. Una vez que empezó, las posibilidades se hicieron evidentes, algunas de las cuales lo alejaron del orden del guion original. Se hizo un carrete sin sonido para que las imágenes del cambio de escena fueran consistentes con la calidad del aspecto auditivo entre los dos. El corte final presenta más de 40 transiciones temporales. Fue durante este tiempo que Murch conoció a Ondaatje y pudieron intercambiar opiniones sobre la edición de la película. 
En la película se utilizaron dos tipos de aviones:  un De Havilland DH82 Tiger Moth y un Boeing-Stearman Model 75. Ambos son biplanos.  La escena del accidente del campo se hizo con un 1⁄2 Modelo a escala. 
En la película apareció la canción popular húngara "Szerelem, Szerelem", interpretada por Muzsikas con Márta Sebestyén.

## Reconocimientos
| Fecha | Premio                              | Categoría                                      | Receptor(es)                                                | Resultado |
| ----- | ----------------------------------- | ---------------------------------------------- | ----------------------------------------------------------- | --------- |
| 1997  | Premios Óscar                       | Mejor película                                 |                                                             | Ganadora  |
| 1997  | Premios Óscar                       | Mejor director                                 | Anthony Minghella                                           | Ganador   |
| 1997  | Premios Óscar                       | Mejor actriz                                   | Kristin Scott Thomas                                        | Nominada  |
| 1997  | Premios Óscar                       | Mejor actriz de reparto                        | Juliette Binoche                                            | Ganadora  |
| 1997  | Premios Óscar                       | Mejor actor                                    | Ralph Fiennes                                               | Nominado  |
| 1997  | Premios Óscar                       | Mejor guion adaptado                           | Anthony Minghella                                           | Nominado  |
| 1997  | Premios Óscar                       | Mejor banda sonora original (drama)            | Gabriel Yared                                               | Ganadora  |
| 1997  | Premios Óscar                       | Mejor fotografía                               | John Seale                                                  | Ganadora  |
| 1997  | Premios Óscar                       | Mejor dirección artística                      | Stuart Craig, Stephenie McMillan                            | Ganadora  |
| 1997  | Premios Óscar                       | Mejor montaje                                  | Walter Murch                                                | Ganadora  |
| 1997  | Premios Óscar                       | Mejor sonido                                   | Walter Murch, Mark Berger, David Parker, Christopher Newman | Ganadora  |
| 1997  | Premios Óscar                       | Mejor diseño de vestuario                      | Ann Roth                                                    | Ganadora  |
| 1997  | Premios BAFTA                       | Mejor película                                 |                                                             | Ganadora  |
| 1997  | Premios BAFTA                       | Premio David Lean a la mejor dirección         | Anthony Minghella                                           | Nominado  |
| 1997  | Premios BAFTA                       | Mejor actor                                    | Ralph Fiennes                                               | Nominado  |
| 1997  | Premios BAFTA                       | Mejor actriz                                   | Kristin Scott Thomas                                        | Nominada  |
| 1997  | Premios BAFTA                       | Mejor actriz de reparto                        | Juliette Binoche                                            | Ganadora  |
| 1997  | Premios BAFTA                       | Mejor guion adaptado                           | Anthony Minghella                                           | Ganador   |
| 1997  | Premios BAFTA                       | Mejor fotografía                               | John Seale                                                  | Ganadora  |
| 1997  | Premios BAFTA                       | Premio Anthony Asquith a la mejor banda sonora | Gabriel Yared                                               | Ganadora  |
| 1997  | Premios BAFTA                       | Mejor diseño de vestuario                      | Ann Roth                                                    | Nominada  |
| 1997  | Premios BAFTA                       | Mejor sonido                                   | Walter Murch, Mark Berger, David Parker, Christopher Newman | Nominada  |
| 1997  | Premios BAFTA                       | Mejor montaje                                  | Walter Murch                                                | Ganadora  |
| 1997  | Premios BAFTA                       | Mejor diseño de producción                     | Stuart Craig                                                | Nominada  |
| 1997  | Premios BAFTA                       | Mejor maquillaje                               | Fabrizio Sforza, Nigel Booth                                | Nominada  |
| 1997  | Berlinale                           | Oso de Oro                                     |                                                             | Nominada  |
| 1997  | Berlinale                           | Oso de Plata a la mejor actriz                 | Juliette Binoche                                            | Ganadora  |
| 1996  | Boston Society of Film Critics      | Mejor fotografía                               | John Seale                                                  | Ganadora  |
| 1997  | British Society of Cinematographers | Mejor fotografía                               | John Seale                                                  | Nominada  |
| 1997  | Chicago Film Critics Association    | Mejor actriz                                   | Juliette Binoche                                            | Nominada  |
| 1997  | Chicago Film Critics Association    | Mejor fotografía                               | John Seale                                                  | Ganadora  |
| 1997  | Premio Chlotrudis                   | Mejor actriz de reparto                        | Juliette Binoche (junto con Mary Tyler Moore)               | Ganadora  |
| 1997  | Premio Chlotrudis                   | Mejor actor de reparto                         | Naveen Andrews                                              | Nominado  |
| 1998  | Premios César                       | Mejor película extranjera                      |                                                             | Nominada  |
| 1997  | Premios del Cine Europeo            | Mejor película                                 |                                                             | Nominada  |
| 1997  | Premios del Cine Europeo            | Mejor actriz                                   | Juliette Binoche                                            | Ganadora  |
| 1997  | Premios del Cine Europeo            | Mejor fotografía                               | John Seale                                                  | Ganadora  |
| 1997  | Florida Film Critics Circle         | Mejor fotografía                               | John Seale                                                  | Ganadora  |
| 1997  | Globos de Oro                       | Mejor película (drama)                         |                                                             | Ganadora  |
| 1997  | Globos de Oro                       | Mejor director                                 | Anthony Minghella                                           | Nominado  |
| 1997  | Globos de Oro                       | Mejor actor                                    | Ralph Fiennes                                               | Nominado  |
| 1997  | Globos de Oro                       | Mejor actriz                                   | Kristin Scott Thomas                                        | Nominada  |
| 1997  | Globos de Oro                       | Mejor actriz de reparto                        | Juliette Binoche                                            | Nominada  |
| 1997  | Globos de Oro                       | Mejor guion                                    | Anthony Minghella                                           | Nominado  |
| 1997  | Globos de Oro                       | Mejor banda sonora original                    | Gabriel Yared                                               | Ganadora  |